# Giochi olimpici invernali silenziosi del 1959
I Giochi olimpici invernali silenziosi del 1959 furono la quarta edizione dei Giochi olimpici silenziosi, che si organizzò in Svizzera, a Crans-Montana.

## Partecipanti
- Svizzera
- Germania
- Norvegia
- Austria
- Svezia
- Finlandia
- Francia
- Italia
- Canada

## Discipline
- Sci slalom
- Sci alpino
- Sci da discesa
- Sci di fondo
- Salto con gli sci
- Combinata nordica

## Medagliere
| Posizione | Nazione   | Oro | Argento | Bronzo | Totale |
| --------- | --------- | --- | ------- | ------ | ------ |
| 1         | Norvegia  | 7   | 5       | 6      | 18     |
| 2         | Germania  | 1   | 3       | 3      | 7      |
| 3         | Finlandia | 3   | 1       | 2      | 6      |
| 4         | Austria   | 1   | 2       | 1      | 4      |
| 5         | Svezia    | 0   | 1       | 0      | 1      |
| 5         | Svizzera  | 0   | 1       | 0      | 1      |
| 6         | Canada    | 0   | 0       | 1      | 1      |
| 7         | Italia    | 0   | 0       | 0      | 0      |
| 7         | Francia   | 0   | 0       | 0      | 0      |
|           | Totale    | 14  | 13      | 11     | 38     |